# Mieczysław Włodarski

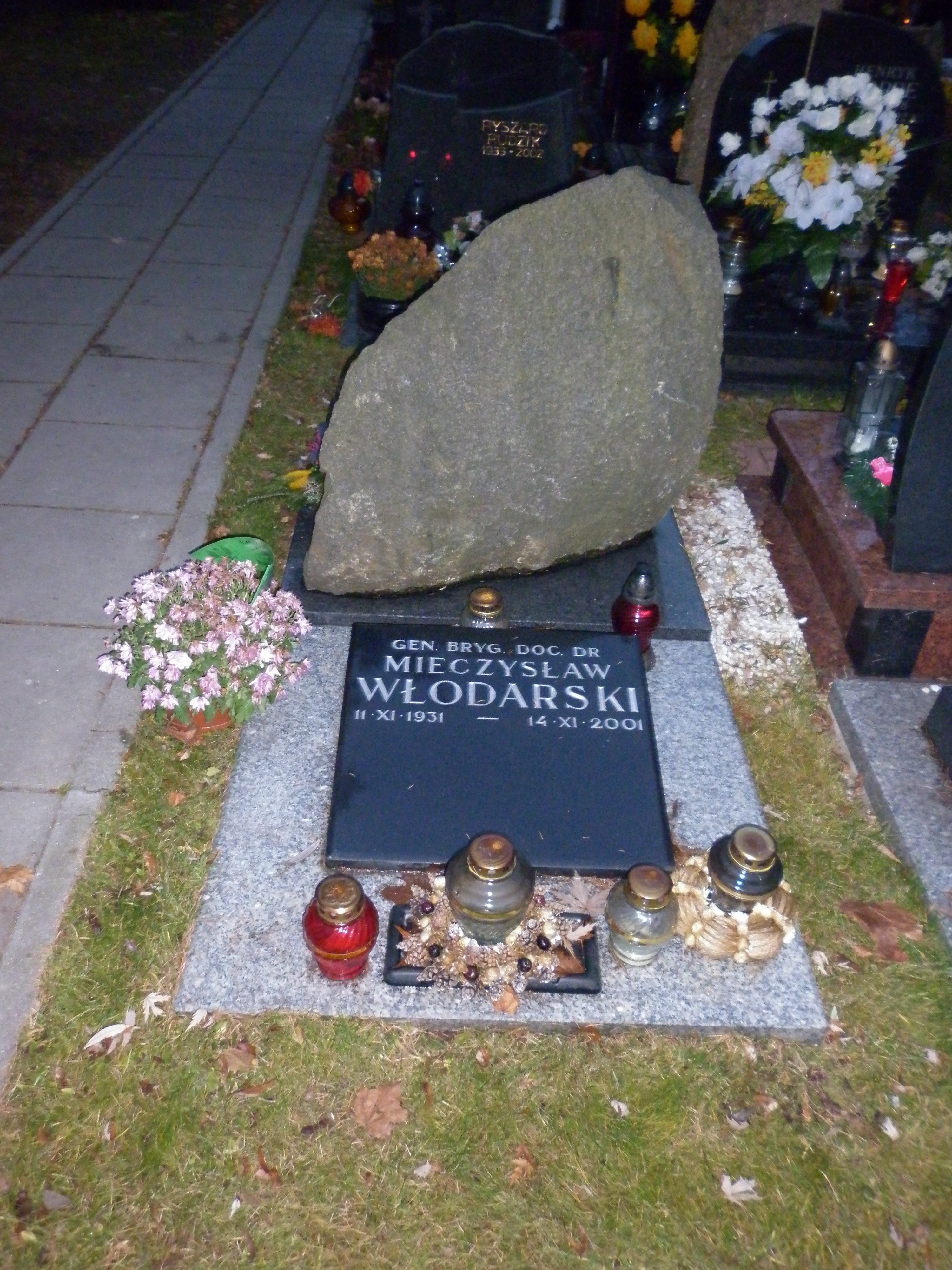
Grób Mieczysława Włodarskiego na Cmentarzu Wojskowym na Powązkach

Mieczysław Włodarski (ur. 11 listopada 1930 w Marles-les-Mines, zm. 14 listopada 2001 w Warszawie) – generał brygady WP, zastępca szefa GZP WP (1981–1985) i WOPK ds. politycznych (1985–1987).

## Życiorys
Syn górnika i żołnierza AK Wacława (1902-1944) i Ewy z Niedzielów (1910-1989). Jego ojciec został aresztowany w 1944 za działalność konspiracyjną i zamrodowany w obozie koncentracyjnym Groß-Rosen. W 1933 Mieczysław Włodarski powrócił wraz z rodziną do Polski. W 1945 skończył szkołę podstawową w Osówce k. Lipska, a w 1948 Gimnazjum Przemysłu Ceramicznego w Szczawnie Zdroju koło Wałbrzycha. Referent prasowy  w Zarządzie Powiatowym Związku Młodzieży Polskiej w Wałbrzychu (1948–1950) i Zarządzie Wojewódzkim ZMP we Wrocławiu (1950–1951). W kwietniu 1951 został powołany do służby w ludowym WP jako elew szkoły podoficerskiej 94. pułku artylerii przeciwlotniczej 9 Dywizji Artylerii Obrony Przeciwlotniczej w Warszawie. Po ukończeniu szkoły nadal pełnił służbę w tym pułku w stopniu kaprala. W 1952 skończył kurs oficerski w Ośrodku Przeszkolenia Oficerów Politycznych w Mińsku Mazowieckim i został promowany przez gen. bryg. Mieczysława Melenasa na pierwszy stopień oficerski chorążego. Po promocji został zastępcą dowódcy kompanii strzeleckiej ds. politycznych i sekretarzem organizacji PZPR w 1 Praskim Pułku Zmechanizowanym im. kpt. Władysława Wysockiego w Wesołej. Wkrótce potem został instruktorem w Oddziale I Organizacyjnym Zarządu Politycznego Okręgu Wojskowego nr 1 w Warszawie, a od października 1953 szefem Wydziału IV - pomocnikiem szefa Zarządu ds. ZMP. Od kwietnia 1955 starszy instruktor ZMP Oddziału Młodzieżowego w Głównym Zarządzie Politycznym WP, od jesieni 1955 w stopniu kapitana. W 1957 starszy instruktor Wydziału II Oddziału I Zarządu I Organizacyjnego GZP WP. W 1960 ukończył Zaoczny Kurs Doskonalenia Oficerów przy Wojskowej Akademii Politycznej im. F. Dzierżyńskiego. Od grudnia 1960 zastępca komendanta Kursu Przeszkolenia Oficerów Rezerwy ds. politycznych przy 2. pułku kolejowym w Inowrocławiu, od jesieni 1961 w stopniu majora. W 1964 skończył w trybie zaocznym magisterskie studia historyczne w Wyższej Szkole Nauk Społecznych przy KC PZPR w Warszawie.  Od 22 listopada 1968 zastępca szefa Wydziału Politycznego 20. Dywizji Pancernej w Szczecinku.
W 1972 uchwałą Rady Wydziału Humanistycznego Uniwersytet Mikołaja Kopernika w Toruniu został doktorem nauk humanistycznych po obronie pracy "Ruch robotniczy na Kujawach 1945-1948". Promotorem pracy był prof. dr hab. Donald Steyer
Od czerwca 1976 szef Oddziału Propagandy i Agitacji w Zarządzie Politycznym Pomorskiego Okręgu Wojskowego w Bydgoszczy, rok później został zastępcą szefa tego Zarządu. W latach 1978–1989 docent w Wyższej Szkole Oficerskiej Wojsk Rakietowych i Artylerii w Toruniu. Od kwietnia 1980 do listopada 1981 szef Wydziału Politycznego – zastępca komendanta Wojskowej Akademii Technicznej ds. politycznych w Warszawie oraz członek Rady Naukowej WAT. Od listopada 1981 do stycznia 1985 zastępca szefa Głównego Zarządu Politycznego WP ds. szkolnictwa wojskowego. Na tym stanowisku należał do najbliższych współpracowników szefa GZP WP gen. broni Józefa Baryły. Na mocy uchwały Rady Państwa PRL z 24 września 1983 został awansowany do stopnia  generała brygady; nominację wręczył mu w Belwederze 11 października 1983 przewodniczący Rady Państwa prof. Henryk Jabłoński w obecności I sekretarza KC PZPR, premiera gen. armii Wojciecha Jaruzelskiego.
Od 2 stycznia 1985 do 28 lutego 1987 szef Zarządu Politycznego i zastępca dowódcy Wojsk Obrony Powietrznej Kraju ds. politycznych, następnie do 20 kwietnia 1990 pełnomocnik MON – szef Delegatury MON przy Prezydium Polskiej Akademii Nauk w Warszawie. Od kwietnia 1990 do września 1991 doradca MON ds. parlamentarnych. Na mocy rozkazu personalnego MON z 30 sierpnia 1991 przeniesiony w stan spoczynku z dniem 9 września 1991 (w związku z ukończeniem 60. roku życia). Pożegnany oficjalnie przez ministra obrony narodowej wiceadmirała Piotra Kołodziejczyka.
Działacz PZPR, PRON i Krajowego Komitetu Narodowego Czynu Pomocy Szkole. W latach 1986–1990 członek Centralnej Komisji Kontrolno-Rewizyjnej PZPR. Ponadto był m.in. członkiem Rady Naukowej Wojskowej Akademii Politycznej (1986-1989), członkiem Sekretariatu Prezydium Polskiej Akademii Nauk (1987-1990), członkiem Rady Ministerstwa Obrony Narodowej do spraw Nauk Społecznych (1986-1990), członkiem Głównej Komisji Badania Zbrodni Hitlerowskich w Polsce (1988-1989).
W latach 1974–1980 był zaangażowany w budowę i modernizację sal tradycji w jednostkach wojskowych Pomorskiego Okręgu Wojskowego. Organizator pierwszej wystawionej w 1974 ekspozycji: Muzeum Tradycji Pomorskiego Okręgu Wojskowego.
Pochowany na cmentarzu Powązki Wojskowe w Warszawie (kwatera I urnowa-1-1).

## Awanse
W trakcie wieloletniej służby w ludowym Wojsku Polskim otrzymywał awanse na kolejne stopnie wojskowe:
- chorąży - 1952
- podporucznik – 1953
- porucznik - 1953
- kapitan – 1955
- major – 1961
- podpułkownik – 1968
- pułkownik – 1974
- generał brygady – 1983

## Życie prywatne
Mieszkał w Warszawie. Od 1962 żonaty z Sabiną Sobocińską, absolwentką Akademii Muzycznej w Poznaniu. Małżeństwo miało syna.

## Odznaczenia
- Krzyż Oficerski Orderu Odrodzenia Polski (1983)
- Krzyż Kawalerski Orderu Odrodzenia Polski (1976)
- Złoty Krzyż Zasługi (1969)
- Medal 30-lecia Polski Ludowej
- Medal 40-lecia Polski Ludowej
- Złoty Medal „Siły Zbrojne w Służbie Ojczyzny”
- Srebrny Medal „Siły Zbrojne w Służbie Ojczyzny”
- Brązowy Medal „Siły Zbrojne w Służbie Ojczyzny”
- Złoty Medal „Za zasługi dla obronności kraju”
- Srebrny Medal „Za zasługi dla obronności kraju”
- Brązowy Medal „Za zasługi dla obronności kraju”
- Złote odznaczenie im. Janka Krasickiego
- inne odznaczenia